# Nordobersächsisch-Südmärkisch
Nordobersächsisch-Südmärkisch ist eine ostmitteldeutsche Dialektgruppe. Sie bildet einen Interferenzraum zwischen dem mitteldeutschen Obersächsisch und den niederdeutschen märkischen Dialekten.
Teilgebiete umfassen Nordobersächsisch und Südbrandenburgisch (Südmärkisch) und schließt als Exklave auch Berlinerisch mit ein.

## Nordobersächsisch
Das Gebiet, wo Nordobersächsisch gesprochen wird (oder bis in die jüngere Vergangenheit gesprochen wurde), gehörte bis ins 15./16. Jahrhundert zum niederdeutschen Sprachraum und wurde seither vom Mitteldeutschen überformt. Es handelt sich damit um eine hochdeutsche Mundart auf niederdeutschem Substrat.
Beispiele auf lautlicher Ebene für niederdeutsches Substrat, das heißt für beibehaltene niederdeutsche Erscheinungen, sind /j/ und /χ/ für normalmittelhochdeutsch /g/ sowie stimmloses unaspiriertes /g/ für normalmittelhochdeutsch /k/: Jôrden ‚Garten‘, chrîn ‚grün‘, grîn ‚kriegen‘. Auf morphologischer Ebene lebt als niederdeutsches Substrat der oblique Einheitskasus mit der Form des Akkusativs: mich und dich gilt hier auch für ‚mir‘ und ‚dir‘. Das Nordobersächsische wird in das Osterländische, die mansfeldische Dialektfläche, die fuhnische Dialektfläche und die dübener Dialektfläche unterteilt.

## Südbrandenburgisch (Südmärkisch)
Das Südbrandenburgische (Südmärkische) liegt östlich des Nordobersächsischen.